# Denkmalzone Pützhöhe

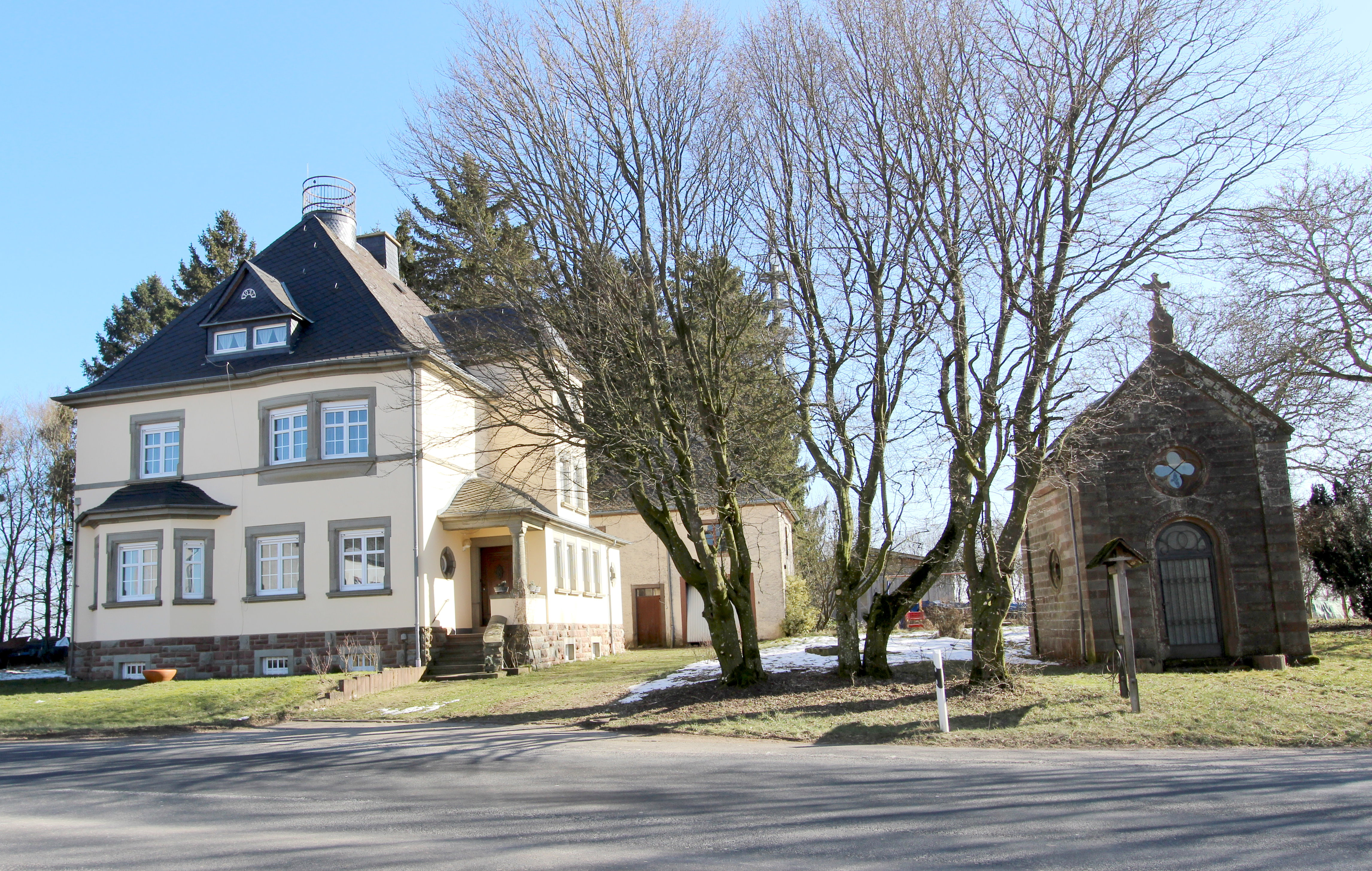
Pützhöhe in Bitburg mit Villa und Kapelle

Die Denkmalzone Pützhöhe in Bitburg, einer Stadt im Eifelkreis Bitburg-Prüm in Rheinland-Pfalz, umfasst die Häusergruppe an der Straße Bitburg-Köln, die ausgehend von einem 1860 angelegten, im Zweiten Weltkrieg zerstörten Gehöft, ab 1893 errichtet wurde. 
Die als Denkmalzone ausgewiesene Bebauung besteht aus einer Brennerei (bezeichnet 1899), der Kapelle Zur heiligen Familie, einem Sandsteinquaderbau aus dem Jahr 1893 und einer Villa im Stil der Reformarchitektur, die 1913 von Anton Köster errichtet wurde. Dazu kommen noch eine Garage und eine Scheune aus dem Jahr 1924.
Die Kapelle wurde im Jahr 1893 zu Erinnerung an den verstorbenen Johann Baptist Hüweler errichtet. Im Inneren steht eine Sandsteingruppe der Heiligen Familie.
Der als Denkmalzone ausgewiesene Bereich ist ein Zeugnis der Wirtschafts- und Sozialgeschichte Bitburgs.